# Гронингенский принцип
Гронингенский принцип («принцип замещения стоимости») — принцип ценообразования в долгосрочных контрактах на поставку природного газа. Впервые был применён при заключении контрактов на поставку газа с Гронингенского газового месторождения в Нидерландах.

## Применение
Впервые был сформулирован министром экономики Нидерландов Яном де Поусом в 1959 году в так называемой «Ноте де Поуса».
В настоящее время гронингенский принцип (также называют «гронингенская система», «гронингенская концепция») — наиболее распространённый принцип ценообразования при заключении долгосрочных газовых контрактов.
В современной практике гронингенская концепция ценообразования в долгосрочных газовых контрактах выглядит следующим образом:
- Цена газа привязана к стоимости его замещения альтернативными видами топлива (например нефть, мазут) «на горелке» у покупателя.
- Регулярный (как правило, ежеквартальный) пересмотр цены в рамках контрактной формулы.
- Фиксированные объёмы выбора газа покупателем (принцип «бери или плати»). Как правило, допускается недобор газа на уровне 20 % от годового контрактного объёма.
- Привязка контракта к конкретной точке приёма/передачи.[3]

## Ценообразование
- Аддитивная формула

P = Pо + a * x * (go — go0) + (1 — a) * y * (fo — fo0)
где
P0 — базовая цена: согласованная «справедливая цена» газа (обычно на момент заключения контракта),
a — коэффициент привязки цены к продукту (в контрактах 60-х годов около 0.6),
go — цена газойля в текущий момент времени,
go0 — цена газойля на момент определения справедливой цены газа (момент заключения контракта),
fo — цена мазута в текущий момент времени,
fo0 — цена мазута на момент определения справедливой цены газа,
x и y — отражают разницу в теплотворной способности продуктов и коэффициент полезного использования энергии
- Мультипликативная формула

P = Pо * (a * go/go0 + (1 — a) * fo/fo0)
Эту формулу использует Газпром.
Разница по сравнению с предыдущей формулой заключается в том, что при аддитивной формуле цены газа в соседних странах отличаются примерно на стоимость транспортировки газа. При привязке к нефтепродуктам цена газа может отличаться намного большее, поэтому критически важным элементом контрактов с нефтяной привязкой был запрет перепродавать этот газ в другие страны (destination clauses — англ.). Так как этот запрет противоречит законам о защите конкуренции в ЕС, начиная со второй половины 2000-х продавцы были вынуждены отказаться от него.